# San Rocco al Porto
San Rocco al Porto är en ort och kommun i provinsen Lodi i regionen Lombardiet i Italien. Kommunen hade 3 428 invånare (2018).